# Lista siturilor arheologice din județul Sălaj - T
Lista siturilor arheologice din județul Sălaj - T conține toate siturile arheologice din județul Sălaj înscrise în Repertoriul Arheologic Național (RAN) și aflate în localități al căror nume începe cu litera T. RAN este administrat de Ministerul Culturii și Patrimoniului Național și cuprinde date științifice, cartografice, topografice, imagini și planuri, precum și orice alte informații privitoare la zonele cu potențial arheologic, studiate sau nu, încă existente sau dispărute.
Puteți căuta un sit din localitățile care încep cu litera T folosind formularul de mai jos sau puteți naviga prin toate siturile din județ la Lista siturilor arheologice din județul Sălaj.
| Cod RAN                                   | Denumire | Localitate                  | Adresă                      | Datare                          | Descoperit | Coordonate                                              | Imagine           | Erori            |
| ----------------------------------------- | --- | --------------------------- | --------------------------- | ------------------------------- | ---------- | ------------------------------------------------------- | ----------------- | ---------------- |
| 142836.01.01                              | Situl arheologic de la Tihău - "La Cerniele" / ansamblu anonim (Categorie: locuire civilă) (Tip: Așezare)            | sat Tihău, comuna Surduc    | La Cerniele                 | Wietenberg                      | 2000       |                                                         | Încărcați imagine | Raportați eroare |
| 142836.01.02                              | Situl arheologic de la Tihău - "La Cerniele" / ansamblu anonim (Categorie: locuire civilă) (Tip: Așezare)            | sat Tihău, comuna Surduc    | La Cerniele                 | Suciu de Sus                    | 2000       |                                                         | Încărcați imagine | Raportați eroare |
| 142836.01.03                              | Situl arheologic de la Tihău - "La Cerniele" / ansamblu anonim (Categorie: locuire civilă) (Tip: Așezare)            | sat Tihău, comuna Surduc    | La Cerniele                 |                                 | 2000       |                                                         | Încărcați imagine | Raportați eroare |
| 142836.02 (Cod LMI: SJ-I-s-A-04971)       | Castrul roman de la Tihău - "Grădiște" (Categorie: locuire militară) (Tip: castru)                                   | sat Tihău, comuna Surduc    | Grădiște sau Cetate         | sec. II - III                   |            | 47°13′00″N 23°19′00″E / 47.2166666667°N 23.3166666667°E | Încărcați imagine | Raportați eroare |
| 142836.02.01 (Cod LMI: SJ-I-s-A-04971)    | Castrul roman de la Tihău - "Grădiște" / ansamblu anonim (Categorie: locuire militară) (Tip: Castru)                 | sat Tihău, comuna Surduc    | Grădiște sau Cetate         | romană sec. II - III            |            | 47°13′00″N 23°19′00″E / 47.2166666667°N 23.3166666667°E | Încărcați imagine | Raportați eroare |
| 142836.02.02 (Cod LMI: SJ-I-s-A-04971)    | Castrul roman de la Tihău - "Grădiște" / ansamblu anonim (Categorie: locuire militară) (Tip: Vicus)                  | sat Tihău, comuna Surduc    | Grădiște sau Cetate         | sec. II - III                   |            | 47°13′00″N 23°19′00″E / 47.2166666667°N 23.3166666667°E | Încărcați imagine | Raportați eroare |
| 139973.01.01 (Cod LMI: SJ-I-m-B-04972.01) | Turnul roman de la Treznea - "Coasta Ciungii" / ansamblu anonim (Categorie: fortificație) (Tip: Turn)                | sat Treznea, comuna Treznea | Coasta Ciungii              | romană sec. II - III            |            |                                                         | Încărcați imagine | Raportați eroare |
| 139973.02.01 (Cod LMI: SJ-I-m-B-04972.02) | Turnul roman de la Treznea - "Vârful Ciungii" / ansamblu anonim (Categorie: fortificație) (Tip: Turn)                | sat Treznea, comuna Treznea | Vârful Ciungii              | romană sec. II - III            |            |                                                         | Încărcați imagine | Raportați eroare |
| 139973.03.01 (Cod LMI: SJ-I-m-B-04972.03) | Turnul roman de la Treznea - "Vârful Tedișului" / ansamblu anonim (Categorie: fortificație) (Tip: Turn)              | sat Treznea, comuna Treznea | Vârful Tedișului            | romană sec. II - III            |            |                                                         | Încărcați imagine | Raportați eroare |
| 142667.01.01                              | Cetatea Latene de la Tusa - "Cetate" / ansamblu anonim (Categorie: locuire civilă) (Tip: Cetate)                     | sat Tusa, comuna Sâg        | Cetate                      | sec. I a. Chr. - sec. I p. Chr. |            |                                                         | Încărcați imagine | Raportați eroare |
| 142667.02                                 | Unelte neo-eneolitice de la Tusa- Oșteana (Categorie: descoperire izolată) (Tip: obiect izolat)                      | sat Tusa, comuna Sâg        | Oșteana                     |                                 |            |                                                         | Încărcați imagine | Raportați eroare |
| 142836.03                                 | Unelte eneolitice de la Tihău - "Osoiu Tihăului" (Categorie: descoperire izolată) (Tip: obiect izolat)               | sat Tihău, comuna Surduc    | Osoiu Tihăului              |                                 |            |                                                         | Încărcați imagine | Raportați eroare |
| 141526.01                                 | Topoare neo-eneolitice la Trestia- Casa nr.84, Dealul Crucilor (Categorie: descoperire izolată) (Tip: obiect izolat) | sat Trestia, comuna Hida    | Casa nr.84, Dealul Crucilor |                                 |            |                                                         | Încărcați imagine | Raportați eroare |
| 139973.04                                 | Topor neolitic la Treznea (Categorie: descoperire izolată) (Tip: obiect izolat)                                      | sat Treznea, comuna Treznea | Sub Măgură                  |                                 |            |                                                         | Încărcați imagine | Raportați eroare |